# Johannes van der Wath
Johannes Gert Hendrik van der Wath (auch J. G. H. Van der Wath; * 4. November 1903 in Ladybrand; † 1986) war ein südafrikanischer Politiker und von 1968 bis 1971 als Generaladministrator faktisches Staatsoberhaupt von Südwestafrika.

## Leben
Van der Wath genoss seine Bildung in Ficksburg und anschließend im Glen Agricultural College. Er wurde in Bloemfontein zum Lehrer ausgebildet und arbeitete später in diesem Beruf im Freistaat. 1928 wurde er als Schulleiter nach Stampriet im heutigen Namibia entsandt. Dort arbeitete er bis zu seiner Kündigung 1944, nach der er als Landwirt arbeitete. Zwei Jahre später wurde van der Wath Gründungspräsident des Landwirtschaftsverbandes Suidwes-Afrikaanse Landbou-Unie.
Er war ab 1948 zunächst für Otjiwarongo Abgeordneter im Legislativrat Südwestafrikas, ab 1950 für Otjikondo. Am 1. November 1968 war van der Wath für drei Jahre Generaladministrator.
Van der Wath war mit Gesina Johanna van der Wath, geborene Strydom, ab 1931 verheiratet.

## Ehrungen
Nach van der Wath ist der Flughafen Keetmanshoop benannt.